# Castelo de Alcanizes
O castelo de Alcañices é um castelo localizado em Alcañices, Zamora, uma das quatro fortalezas localizadas no norte do Douro.
Em 1210 pertenceu à Ordem dos Templários até à sua dissolução. O rei Afonso IX de Leão cedeu o castelo aos templários em 1211, onde se celebraram as grandes vitórias da ordem. Atualmente, apenas ruínas são preservadas.